# 목조지장보살좌상
목조지장보살좌상(木造地藏菩薩坐像)은 부산광역시 남구 부산광역시립박물관에 있는 조선시대의 불상이다. 2015년 7월 15일 부산광역시의 유형문화재 제158호로 지정되었다.

## 개요
목조지장보살좌상은 크게 몸통과 다리로 구분되며, 뒤통수, 底 部의 밑판도 따로 만들어 接木造 기법으로 제작되었다. 僧形의 민머리에 왼손에는 둥근 보주를 받쳐 든 모습으로 결가부좌하였고, 앞으로 고개를 쑥 내민 자세인데, 상반신이 길쭉하고 어깨와 무릎이 넓어 신체가 장대하면서도 당당하고 균형미와 안정감이 돋보인다. 
긴 상반신과 고개를 앞으로 내민 자세, 환미감이 있는 방형의 얼굴, 두툼한 눈두덩이, 반달형 눈으로 미소 짓는 표정, 변형 통견식 着衣 등이 특징이며, 특히 왼쪽 팔을 두르고 길게 늘어뜨린 편삼, 다리 선에서 무릎까지 그리고 발목을 휘감아 내려와 다리 사이에 펼쳐진 옷 주름은 넓고 간결하지만 자연스럽 고 힘이 느껴지는 조선 전기 불상의 특징을 그대로 보여준다. 임진왜란 이전(16세기)에 제작된 것으로 추정되는 목조지장보살좌상은 비슷한 시기에 제작된 지장보살상들이 반가좌 자세를 취하고 있는데 비해 결가부좌 자세를 취하고 있는 특징을 가지고 있다. 또한 규격도 크고 조형적인 측면에서도 매우 뛰어나 조선 전기 불상의 도상 연구에도 중요한 자료적 가치가 있을 뿐 아니라 예술적, 역사적, 학술적으로 가치가 높은 작품이다.

## 참고 문헌
- 목조지장보살좌상 - 국가유산청 국가유산포털